# Stéphane de Medeiros

Performance im Museum für angewandte Kunst, Wien, 7. Dezember 2006

Stéphane de Medeiros (* 14. Februar 1972 in Cotonou, Benin) ist ein französischer Künstler. Der Schwerpunkt seiner Arbeit liegt im Bereich der Performance. Seit 2009 lebt und arbeitet er in Tokio. In Paris arbeitete er auch als Gestalter von Installationen, Videoarbeiten und Zeichnungen. Die ersten künstlerischen Auftritte fanden in den 1990er Jahren statt, als die Pariser Kunstszene im Zuge der Debatte um konzeptuelle Gegenwartskunst nach Neuorientierung suchte. 2002 unternahm der Künstler, vermittelt durch die Universität Paris I, eine erste Ausstellungsreise nach Asien, wo er sich in Seoul an den Ausstellungen Otoke in der Bang Gallery und Bodies and Clothes im Seoul National University Museum of Art beteiligte. In den folgenden Jahren kam es zu verstärkter internationaler Ausstellungstätigkeit, besonders in Japan, wo de Medeiros sich 2008 niedergelassen hat.

## Kunsttheoretische Einordnung
In Anlehnung an historische Arbeiten des Cabaret Voltaire, von Allan Kaprow, von Yves Klein, von Gilbert und George, von der Gutai-Gruppe, setzt Stéphane de Medeiros Bezugspunkte im Spannungsfeld zwischen vorstellbaren und unvorstellbaren Körpern. Dieses Spannungsfeld entsteht in „plastischen Streuungen“ verschiedener Art, in denen der menschliche Körper als ein Objekt unter anderen erscheint. Seine plastischen Streuungen beschreibt der Künstler auch als „visuelle Witze“ bzw. „logische Einbahnstraßen“. Aktuelle Bezugspunkte bieten Tatsumi Orimoto, Peter Coffin, Andy Kaufman und Mike Kelley. Sinnvoll erscheinen die Arbeiten von Stéphane de Medeiros allenfalls nach gelungener Teleportation in die Bedeutungsfreiheit: „Ein Bild fehlt immer, genau dieses Bild ist überflüssig.“ „Die phänomenologische Wahrnehmung der Performance erzeugt Affekte, die sich unablässig zu neuen Mustern verknüpfen. Die gestische Bewegungslosigkeit der Akteure berührt uns anders als eine auf Veränderung und Entschleierung abzielende Tätigkeit.“ „In der Kunst von Stéphane de Medeiros mischen sich große Geschichte, wissenschaftliche Erkenntnisse, Elektrizitätsrechnungen, Pornofilme, Epistemologie, Gähnen, Paternalismus und Mythologie. Die Elemente wirken oft deplatziert (Schwimmbecken voll Ketchup in einem Hotelfoyer, Fahrradfahrer mit Rasierschaum auf einer Museumstreppe etc.) und zeugen von einer durch Sinnverlusst gekennzeichneten Sensibilität, die nach den Worten des Künstlers dazu dient, 'der Wirklichkeit zu geben was ihr gehört'“.

## Einzelausstellungen
- 2010 Kabukisenegal, Gankagarou Gallery, Tokyo.
- 2008 Burdenry, Galerie Mycroft, Paris.
- 2006 Rocky Balpython, Appartement CD, Paris.
- 2004 Jérôme Rapanello fait le zouave, Deux pieces cuisine, Paris.
- 2002 Otoke, Bang Gallery, Seoul.

## Gruppenausstellungen
- 2010 Happy End (mit Paul McCarthy, Wim Delvoye, Erwin Wurm u. a.), Kunsthalle Göppingen.
- 2009 Nipaf, BankArt Studio NYK, Yokohama.
- 2009 PeAN, CCAA, Tokyo.
- 2009 Performance Art Today, Kid Ailack Art Hall, Tokyo.
- 2009 Les journées du goûts (mit Tatsumi Orimoto), Alliance Française, Tokyo.
- 2009 Lebensform Wittgenstein, Haus Wittgenstein, Wien.[6]
- 2008 Report exhibition, Zaim, Yokohama
- 2008 Nippon International Performance Art Festival (mit John Giorno, Anne James Chaton u. a.), Proto theatre, Tokyo.
- 2008 Art éphémère, hotelf1, Collégien.
- 2007 Les Artistes cassent la baraque (mit Daniel Spoerri, Barthélémy Toguo), A3-art, Place Saint-Sulpice, Paris.
- 2007 Fotanian (mit Sara Tse), The galleryMill, Hong Kong.
- 2006 ST/A/R-Auktion (mit Tsuneko Taniouchi), Museum für angewandte Kunst, Wien.
- 2006 Future Abstract Art exhibition, Space Zero, Tokyo.
- 2003 Du chevalet au P38, Frac Paca, Marseille.
- 2002 Bodies and clothes, Seoul National University Museum of Art, Seoul.
- 2001 Bataclone (mit Orlan, Art Orienté Objet), Espace huit novembre, Paris.

### Artikel
- Christian W. Denker (Hrsg.): De Medeiros * Taniuchi, ST/A/R-Printmedium, n°16, Wien, 2007, S. 67.
- Sandrine Morsillo: L'art contemporain au risque du clonage. In: Richard Conte (Hrsg.): Clonage: l’identité artistique en mutation. Publications de la Sorbonne, Collection Art & Monde contemporain, Paris 2002, S. 117.
- Philippe Dagen: Djinns, femmes et clones pour se faire peur avec art. In: Le Monde, 8./9. April 2001, S. 26.

### Ausstellungskataloge
- Chieko Tanaka: Kabukisenegal, Gankagarou, Tokyo, 2010, S. 5.
- Christian W. Denker: Lebensform Wittgenstein. Passagen Verlag, Wien, 2009. ISBN 978-3-85165-895-8. (S. 67 u. S. 133)
- Robert Lacombe: ‘Tempête du désert de Wittgenstein’, Installation von Stephane de Medeiros. In: Robert Lacombe (Hrsg.): Les journées du goût, La cuisine à la rencontre de l'art. L'institut franco-japonais, Tokyo, 2009, S. 13.
- Seiji Shimoda (Hrsg.): Nipon International Performance Art Festival 2009. Nipaf, Tokyo, 2009.
- Sara Tse: Introduction to Exhibition. In: Sara Tse (Hrsg.): Fotanian. Sino Group, Hong Kong, 2007, S. 23.
- Leila Voight, Stéphane de Medeiros: Les artistes cassent la baraque. A3-art, Paris, 2007, S. 56.
- Stéphane Rengeval, Les farces schizophréniques de Stéphane de Medeiros, Catalogue Rocky Balpython, Paris, 2006, o. P.